# Praalgraf van Willem van Oranje

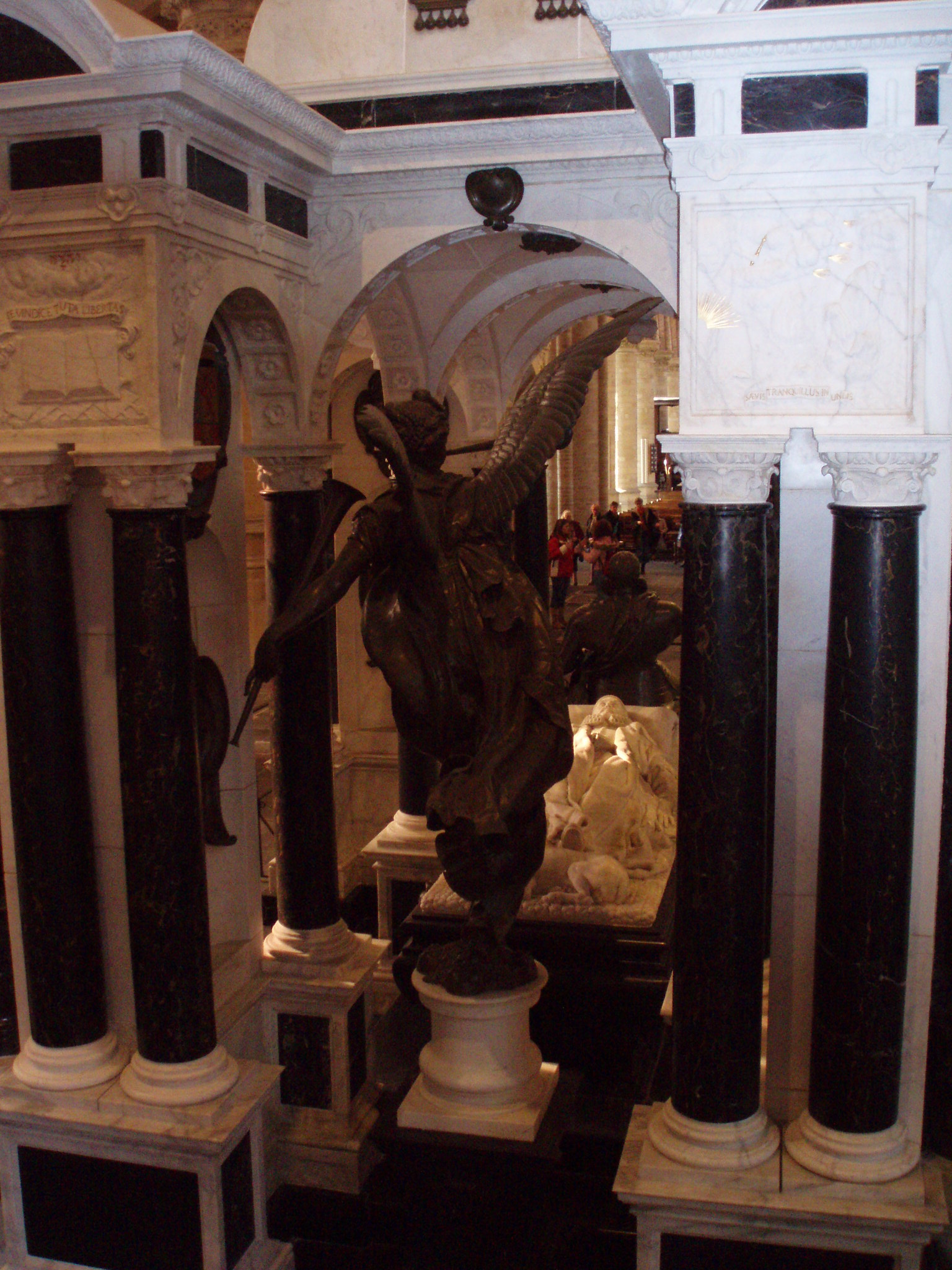
Praalgraf in de Nieuwe Kerk in Delft

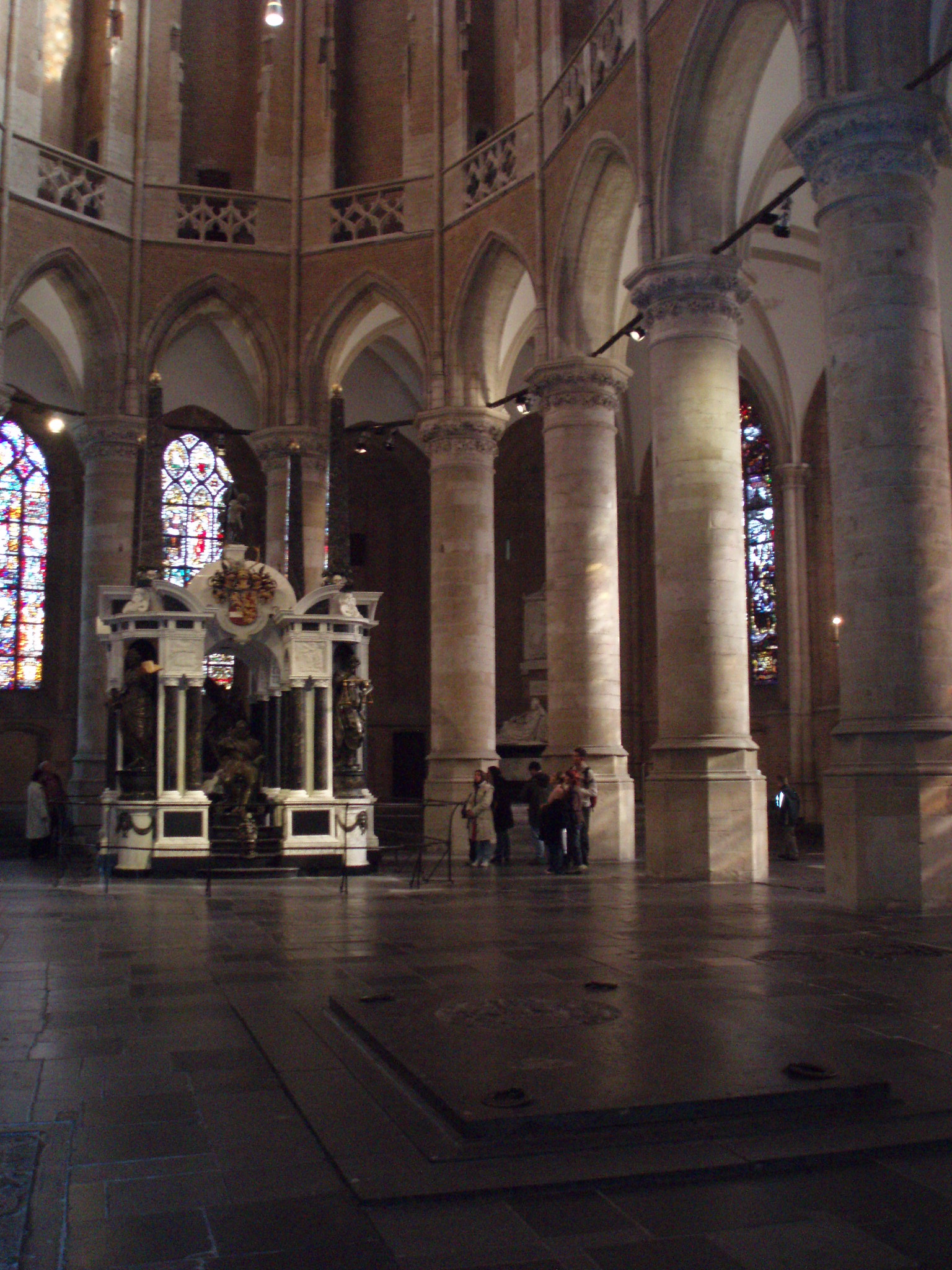
Praalgraf met de sluitsteen

Praalgraf afgebeeld in Hugo de Groot: Nederlandtsche jaerboeken, 1681

Het Praalgraf van Willem van Oranje is een praalgraf boven de grafkelder van Oranje-Nassau in de Nieuwe Kerk in de plaats Delft, in de Nederlandse provincie Zuid-Holland. Het praalgraf staat in de  'Top 100 van de Rijksdienst voor de Monumentenzorg' uit 1990.
Willem van Oranje werd op 3 augustus 1584 bijgezet in de Delftse Nieuwe Kerk. In eerste instantie was er boven het graf in het priesterkoor een katafalk onder een baldakijn geplaatst. Daarnaast was er een paneel geplaatst met de familiewapens.
Tijdens het Twaalfjarig Bestand werd door de Staten-Generaal de opdracht gegeven om een monument te vervaardigen ter nagedachtenis aan Van Oranje. Vijf jaar na de opdracht, in 1614 begon men met de bouw van het praalgraf. Beeldhouwer Hendrick de Keyser ontwierp het. Hij overleed in 1621, waarna zijn zoon het graf voltooide in 1623. Het is in renaissancestijl met klassieke vormen zoals de zuilen, bogen en friezen. Het lijkt op een triomfboog. De materialen die voor dit monument zijn gebruikt zijn zwart marmer, wit Italiaans (Carrara) marmer en portor, zeer kostbaar goud-geaderd marmer.
Na Willem van Oranje zijn bijna alle leden van het Koninklijk Huis bijgezet in de grafkelder onder het praalgraf.
Tijdens een grote renovatie ontdekte men in 1997 een kistje in het praalgraf. Zeer waarschijnlijk bevat het de ingewanden van Willem van Oranje. Het kistje mocht niet gefilmd en niet geopend worden en is ongeopend teruggeplaatst bij de reconstructie van het monument.

## Beelden
Opmerkelijk is dat in het monument zowel de overleden Willem als Willem bij leven zijn te zien. Het grafmonument heeft onder het afdak een marmeren beeld van Willem van Oranje liggend op zijn doodsbed. Het lijkt alsof hij slaapt. Deze gisant symboliseert de eeuwige slaap waaruit de Prins eens hoopt te ontwaken. Aan het voeteneind ligt een slapende hond. Het zou een verwijzing kunnen zijn van trouw. De legende wil dat het Willems hond is die overleed van verdriet na het overlijden van zijn baas.
Middenvoor is een bronzen beeld van Willem van Oranje zoals hij er tijdens zijn leven uitzag. Hij draagt een harnas, waarmee verwezen wordt naar het feit dat de Prins een legeraanvoerder was.
Op de vier hoeken staan vier bronzen vrouwenfiguren. Dit zijn personificaties van de goede eigenschappen van Willem van Oranje. De vrouw met de weegschaal stelt Rechtvaardigheid voor. De Liefde voor de Vrijheid wordt gesymboliseerd door een vrouw met een hoed in haar hand. De vrouw die Kracht voorstelt heeft een tak en een leeuwenvel van Herakles bij zich en de vrouw met een kerkje staat voor de Godsdienstigheid.
Het vijfde vrouwenbeeld is Vrouwe Faam. Zwevend boven het beeld van de eeuwigslapende Willem van Oranje, beeldt zij de Roem uit. Met de trompet bazuint zij de goede naam van de Prins rond.
Daarnaast zitten er op het monument een reeks bronzen naakte kindertjes, die treuren om de dode prins, een groot aantal wapenschilden en marmeren doodshoofden.

## Sluitsteen
De sluitsteen van de grafkelder wordt alleen geopend als een lid van het Koninklijk Huis moet worden bijgezet. Deze steen weegt circa twee ton. Het is versierd met het wapen van Oranje-Nassau met daaronder de tekst RESURRECTIONEM / EXSPECTAT / GUILELMUS PRIMUS / PATER PATRIAE (Op de wederopstanding wacht Willem de Eerste, Vader des Vaderlands).

## Glas-in-loodramen
Achter het praalgraf werden in 1933 drie gebrandschilderde ramen geplaatst: het Prins Willemraam van Georg Rueter, het Oranjeraam van Jaap Gidding en het Willem III en Maryraam van Willem van Konijnenburg.

## Websites
- Oude en Nieuwe kerk Delft. Praalgraf Willem van OranjeNieuwe Kerk.
- Ruud van Capelleveen. Graftombe Willem van Oranje in Delft.
- Rijksmuseum. Een familiegroep bij het praalgraf van prins Willem I in de Nieuwe Kerk te Delft, Dirck van Delen, 1645.
- tot zover. 1623 - Praalgraf voor Willem van Oranje.

## Meer grafkelders
- Lijst van grafkelders van het huis Nassau